# Castello di Spyker

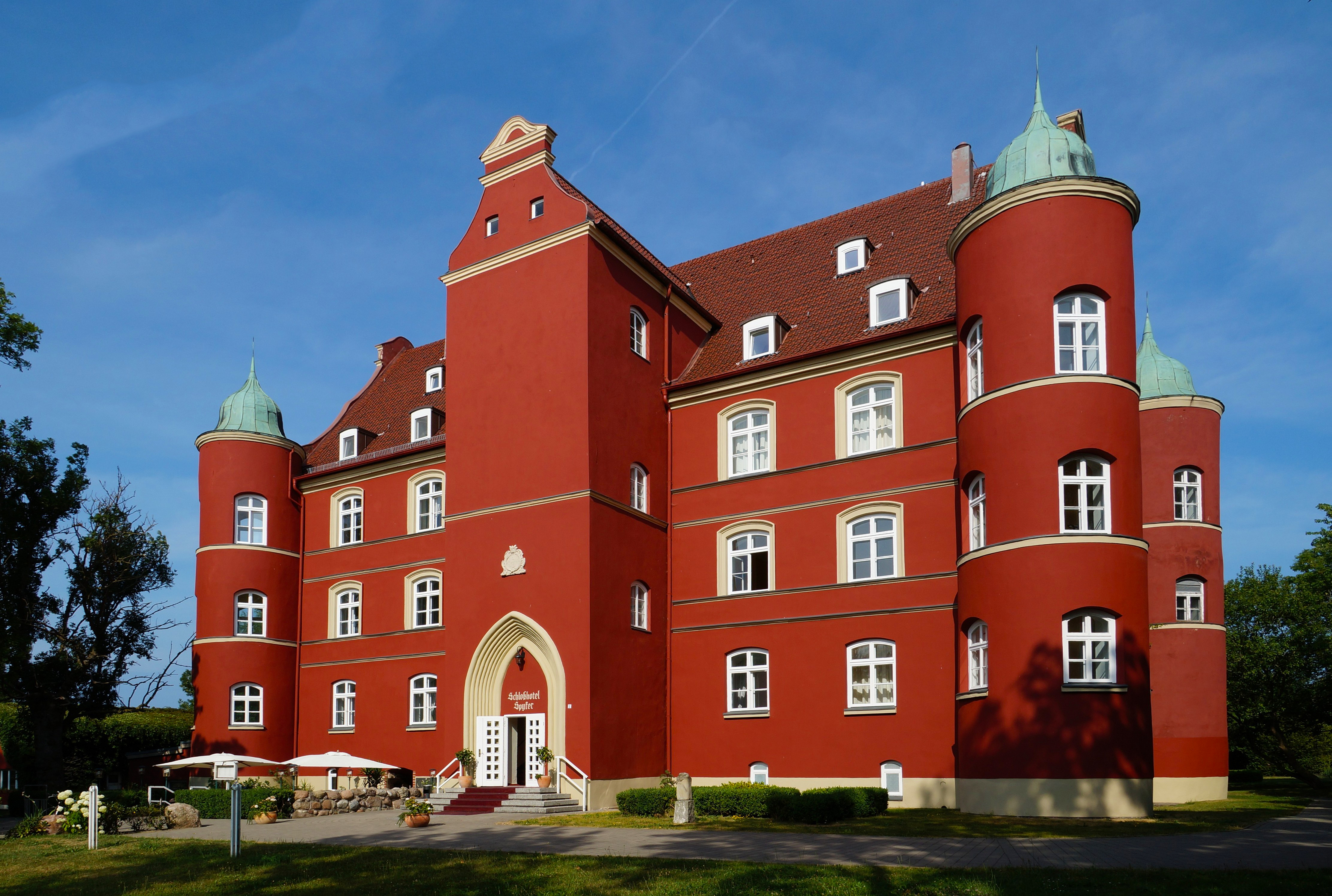
La facciata principale del castello

Il castello di Spy(c)ker (in tedesco Schloss Spy(c)ker) è uno storico edificio in stile rinascimentale della frazione tedesca di Spy(c)ker (comune di Glowe), nell'isola di Rügen (Meclemburgo-Pomerania Anteriore, Germania nord-orientale), costruito nella forma attuale alla metà del XVII secolo, ma le cui origini risalgono agli inizi del XIV secolo. Tra i più antichi edifici civili dell'isola, fu per 130 anni la residenza dei signori di Putbus  ed è ora adibito ad hotel.
L'edificio ospita mostre, concerti e conferenze.

## Storia
Un castello o comunque un edificio in loco venne menzionato sin dal 1318, quando la tenuta di Spyker divenne di proprietà della famiglia patrizia Von Külpen, originaria di Stralsund.  Il nome della tenuta deriva forse dal termine basso tedesco Spieker (ted. Speicher), che significa "granaio", dato che forse sorgeva in origine un edificio adibito a tale funzione.
Nel 1435, la tenuta e il castello originario divennero poi di proprietà della famiglia Von Jasmund.
Tra il 1648 e il 1650, dopo che in seguito alla pace di Vestfalia al termine della guerra dei trent'anni, l'isola di Rügen era diventata territorio svedese, l'antico castello di Spyker, ormai in rovina, venne fatto ricostruire dal generale e governatore della Pomerania svedese Carl Gustaf Wrangel  secondo lo stile della sua proprietà sul lago Mälaren.  Nel periodo in cui il castello di Spyker fu di proprietà di Von Wrangel, al quale nel frattempo era stato conferito il titolo di conte, venne ospitata per varie settimane nel 1668 la regina svedese Christine.
Dopo la morte di Von Wrangel, avvenuta nel castello di Spyker nel 1676, l'edificio venne ereditato dalla sorella maggiore del conte, Eleonora Sophia, che nel 1687 sposò il conte Nicolaus von Brahe.
Il castello rimase di proprietà svedese fino al 1806, quando l'isola di Rügen passò temporaneamente in mani francesi, per poi tornare nuovamente in mani svedesi.   A partire poi dal 1815, quando l'isola passò in mani prussiane, il castello di Spyker venne acquistato dal conte Malte I von Putbus.
I conti di Putbus rimasero di proprietà del castello di Spyker fino al termine della seconda guerra mondiale, quando l'edificio venne requisito dalle truppe sovietiche.
Dalla metà degli anni sessanta alla fine degli anni novanta, il castello venne adibito a casa vacanze.   In seguito, alla metà degli anni novanta, venne intrapresa un'opera di restauro dell'edificio, che fu quindi riaperto per essere adibito ad hotel.

## Architettura
Il castello si caratterizza per le facciata in color rosso Falun ed è costruito su tre piani.